# Lista jednostek Armii Unii ze stanu Georgia

Flaga stanowa Georgii

Stan Georgia na mapie USA

Lista jednostek Armii Unii ze stanu Georgia w czasie wojny secesyjnej 1861–1865.

## Piechota
- 1 Batalion Piechoty Georgia (1st Battalion of Georgia Infantry) – batalion piechoty, utworzony w miejscowości Marietta w dniu 31 października 1864, który wszedł w skład Armii Cumberland. Do marca 1865 ochraniał linię kolejową Western & Atlantic Railroad w pobliżu Dalton w stanie Georgia. Batalion został następnie przydzielony do 1. brygady II. Oddzielnej Dywizji Dystryktu Etowah przy Armii Cumberland i strzegł linii kolejowych w pobliżu rzeki Etowah do połowy lipca 1865. W dniu 19 lipca 1865 jednostka uległa rozwiązaniu[1]. 
  - Kompania A (Hrabstwo Union)
  - Kompania B (Hrabstwo Dawson)
  - Kompania C (Hrabstwo Dawson)
  - Kompania D (Hrabstwo Pickens)